# Encyclopedia of Ukraine

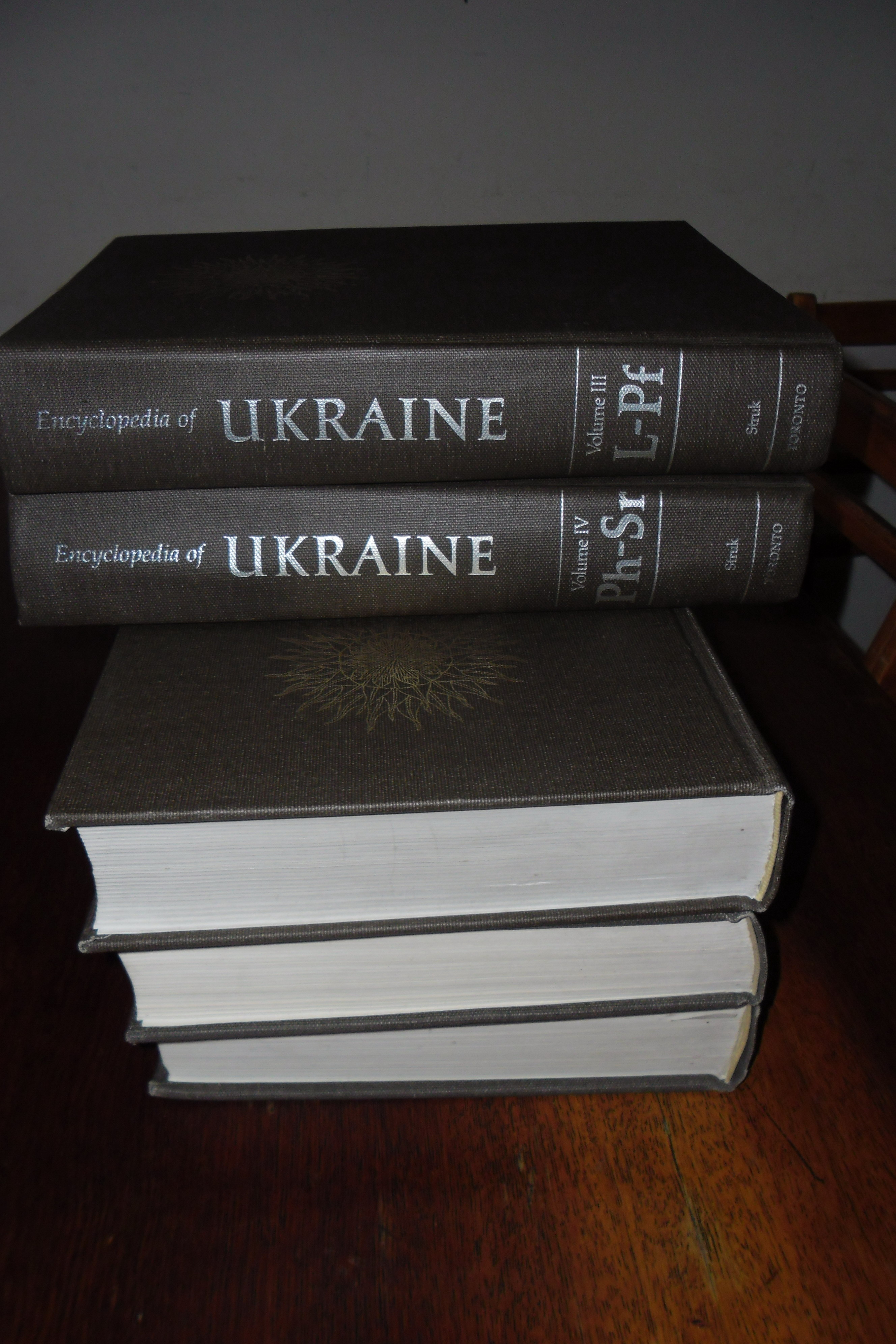
Encyclopedia of Ukraine

«Encyclopedia of Ukraine» — п'ятитомна енциклопедія про Україну англійською мовою. Використані осучаснені матеріали десятитомної «Енциклопедії Українознавства».
Підготовлена у Канадському інституті українських студій. У кожному томі близько 1000 сторінок, по 3–4 тис. гасел, близько тисячі фотографій, 50 карт, по 4–5 сторінок кольорових ілюстрацій.
Наклад 5 тис. примірників.
Перший том вийшов у 1984 році, другий у 1988 році, решта у 1993 році.
Редакційна рада: В. Кубійович, А. Жуковський, В. Маркусь, Ю. Луцький, Д. Струк, згодом також О.-М. Біланюк, Б. Кравченко, М. Лупул, Ф. Сисин, С. Янів.
Від 2001 робота над «Encyclopedia of Ukraine» тривала в електронному форматі.